# المشاركة العربية في الألعاب الأولمبية الصيفية 1936
هذه القائمة مخصصة لتوثيق مشاركة الدول العربية في الألعاب الأولمبية الصيفية 1936، حيث شاركت فقط مصر بـ54 رياضيا من قرابة 3,963 في هذه الدورة من الألعاب الأولمبية الصيفية التي أُقيمت في برلين.

## أصحاب الميداليات
| الميدالية | الاسم        | الرياضة     | المُسابقة            | التاريخ |
| --------- | ------------ | ----------- | ------------------- | ------- |
| ذهبية     | أنور مصباح   | رفع الأثقال | الوزن الخفيف        | 2 أغسطس |
| ذهبية     | خضر التوني   | رفع الأثقال | الوزن المتوسط       | 5 أغسطس |
| فضية      | صالح سليمان  | رفع الأثقال | وزن الريشة          | 2 أغسطس |
| برونزية   | إبراهيم شمس  | رفع الأثقال | وزن الريشة          | 2 أغسطس |
| برونزية   | إبراهيم واصف | رفع الأثقال | الوزن الخفيف الثقيل | 3 أغسطس |

## مراكز الدول العربية
| الترتيب | منتخب   | ذهبية | فضية | برونزية | المجموع |
| ------- | ------- | ----- | ---- | ------- | ------- |
| 15      | مصر     | 2     | 1    | 2       | 5       |
| المجموع | المجموع | 2     | 1    | 2       | 5       |

## المشاركون
- مصر (54)